# Джаузджан
Джаузджан е провинция в северен Афганистан с площ 11 798 км² и население 441 000 души (2002). Административен център е град Шиберган.

## Административно деление
Провинцията се поделя на 9 общини.